# Thysanopyga albopunctaria
Thysanopyga albopunctaria là một loài bướm đêm trong họ Geometridae.